# Lou Evers

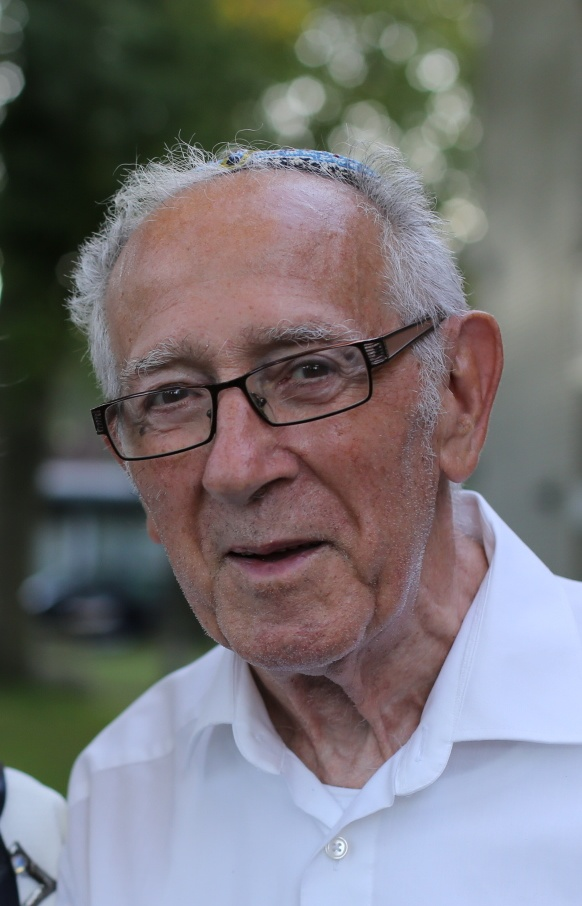

Lou Evers (Haarlem, 3 september 1927 - 19 december 2016) was Nederlands leraar Frans en schooldirecteur. Hij is van Joodse komaf. Na zijn pensionering gaf hij lezingen en les over het jodendom, ook heeft hij daarover gepubliceerd.

## Levensloop
Evers was vanaf 1956 leraar Frans aan het Joods Lyceum Maimonides - het latere Joodse Scholengemeenschap Maimonides - in Amsterdam en vanaf 1971 rector aan dezelfde scholengemeenschap. In 1986 ging hij met de VUT. Daarna legde hij zich toe op de studie van het jodendom en begon hij erover te doceren. Hij gaf onder meer les aan Crescas, een opleidingsinstituut met betrekking tot het jodendom, en aan de rooms-katholieke Priester- en Diakenopleiding Bovendonk in Hoeven. Evers was ook secretaris van het OJEC, het Nederlandse overlegorgaan voor Joden en christenen.
Evers schreef samen met zijn vrouw Jansje Stodel een inleiding over het jodendom, eerder heruitgegeven onder de titel "Jodendom in de praktijk" en later onder de titel "Jodendom, een heldere inleiding.  Ook een hoofdstuk over het jodendom in een leerboek over geestelijke stromingen is van zijn hand. Verder werkte hij mee aan de negende druk van de Winkler Prins Encyclopedie.

## Familie
Zijn broer Hans Evers (1924-1991) was voorzitter van de Nederlandse Zionistenbond en diens zoon Raphael Evers (1954) is een bekende rabbijn.